# Sonchus spicatus
Sonchus spicatus là một loài thực vật có hoa trong họ Cúc. Loài này được Lam. miêu tả khoa học đầu tiên năm 1792.